# 島村俊治
島村 俊治（しまむら としはる、1941年6月25日 - ）は、スポーツジャーナリスト、フリーアナウンサー。
個人事務所である有限会社「ニューヴォイス嶋村プロ」所属で、代表取締役。元NHKエグゼクティブアナウンサー。

## 来歴・人物
東京都出身。早稲田大学高等学院、早稲田大学政治経済学部卒業後、1964年にNHKにアナウンサーとして入局。
音楽好きであることや高校･大学時代に合唱をしていた経験もあって、NHK入局時にもアナウンサーではなくミュージカルを担当する音楽ディレクターを志望していたが、米子支局（現在は鳥取放送局のエリア）在籍時代に、高校野球秋季中国大会での岡山東商・平松政次と関西・森安敏明の投手戦の実況を務めて感動し、スポーツアナウンサーを目指すことになった。
その後は一貫してスポーツ畑を歩み、水泳、ゴルフ、陸上競技、などさまざまな競技の実況を担当。夏・冬あわせて8回務めたオリンピックでは要となる実況アナウンサーで、岩崎恭子、鈴木大地、清水宏保の金メダル実況でも知られる。金メダル決定の瞬間は絶叫だったため、一部の視聴者から批判されたこともある。1998年にNHKで放送された自己批評番組『あなたの声にこたえます』では1998年の長野冬季オリンピック中継の際に寄せられた苦情・抗議の投書の一部が紹介され、島村本人もVTR収録で出演し、この事について説明していた。
金メダル実況以外には1992年のバルセロナオリンピックでは男子フルマラソンで谷口浩美が中間点過ぎの給水時に転倒し、さらにシューズが脱げて履き直すアクシデントが起きた実況も担当した。
プロ野球中継では、近鉄バファローズの重要な試合に関わることが多く、球団史上初めてリーグ戦を制覇した1975年のパシフィック・リーグ後期優勝決定試合（阪急西宮球場での対阪急戦）や1979年の日本シリーズ最終戦（大阪スタヂアムでの対広島戦。「江夏の21球」で有名）などを担当した。
スポーツ中継以外には1995年頃までは不定期で年数回ニュース（ラジオ中心）も担当していた。1995年11月30日には1度だけ『NHKニュースおはよう日本』でスポーツコーナーを担当していたが、これはNHK労組のストライキによるキャスター代行のためであった。
2000年に定年退職し、フリーとなる。落合博満は『週刊ベースボール』のコラムに「野球が分かっているアナウンサーがまた一人いなくなる」と執筆している。以後は民放のBS・CS放送を中心にJ SPORTSでのプロ野球中継やWOWOWでのテニス、全米プロゴルフ選手権の中継などを担当。フジテレビONEでは『さらば、愛しきプロ野球…。』のインタビュアーも務めている。フリーになってからはNHKの番組出演はないものの、2012年にNHKオンライン内の特設サイト「全力応援!ニッポン Road to London」にあるオリンピックコラムの執筆者（過去にオリンピック中継に携わったアナウンサーや記者）の一人としてNHKから依頼を受けた仕事に携わっている。
また、スポーツジャーナリストとしても、2003年シーズン途中にオリックス・ブルーウェーブの監督を解任された石毛宏典に対し「石毛さんは自分を光らせることには秀でていた。しかし、他人を光らせることに関しては疑問符が付く」と語るなど活躍している。
同じくフリーアナウンサーとして活躍する節丸裕一は弟子で、事務所に所属する唯一のアナウンサーだった。その後、独立している。

## 出演番組
- プロ野球完全中継 全力!ライオンズ（テレ朝チャンネル2）
- J SPORTS STADIUM（J SPORTS）
- 日テレプラス プロ野球中継 楽天イーグルス HEAT! LIVE（日テレプラス）、BS12 プロ野球中継（TwellV） - 楽天主催試合実況
- J SPORTS HOOP!（J SPORTS）
- KBCホークスナイター（関東でのビジター試合を中心に実況 / KBCラジオ、2010年まで）
- さらば、愛しきプロ野球…。（フジテレビONE、トーク番組のインタビュアー）
- メジャーリーグ中継 (J SPORTS)

## CM
- ブルボン Chotos

## 著書
- 『夢のオン・エア―放送席から見たヒーローたちのドラマ』ベースボール・マガジン社、1994年2月。ISBN 978-4-583-03104-0。
- 『勝者の条件―同じ実力がありながら、なぜ勝者と敗者に分かれるのか』ごま書房、1996年6月。ISBN 978-4-341-17101-8。
- 『勝者と敗者』ごま書房、1998年6月。ISBN 978-4-341-33004-0。
- 『大逆転!―血湧き肉躍る、33の逆転劇』（共著）ベースボール・マガジン社、1998年11月。ISBN 978-4-583-61030-6。
- 『笑顔と涙をありがとう―成田真由美・車椅子の金メダル奮戦記』PHP研究所、2001年4月。ISBN 978-4-569-61559-2。
- 『星野仙一 決断のリーダー論』ゴマブックス、2004年1月。ISBN 978-4-777-10021-7。